# Phlegetonia stictoprocta
Phlegetonia stictoprocta is een vlinder uit de familie van de Euteliidae. De wetenschappelijke naam van de soort is voor het eerst geldig gepubliceerd in 1895 door Hampson.